# Microcrambus
Microcrambus is een geslacht van vlinders van de familie grasmotten (Crambidae), uit de onderfamilie Crambinae.

## Soorten
- M. agnesiella Dyar, 1914
- M. arcas Bleszynski, 1967
- M. asymmetricus Bleszynski, 1967
- M. atristrigellus Hampson, 1919
- M. bellargus Bleszynski, 1967
- M. bifurcatus Bleszynski, 1967
- M. biguttellus Forbes, 1920
- M. caracasellus Bleszynski, 1967
- M. castrella Schaus, 1922
- M. copelandi Klots, 1968
- M. croesus Bleszynski, 1967
- M. cyllarus Bleszynski, 1963
- M. chrysoporellus Hampson, 1895
- M. discludellus Möschler, 1890
- M. elegans Clemens, 1860
- M. elpenor Bleszynski, 1967
- M. expansellus Zeller, 1877
- M. flemingi Bleszynski, 1967
- M. francescella Schaus, 1922
- M. grisetinctellus Hampson, 1895
- M. hector Bleszynski, 1963
- M. hippuris Bleszynski, 1967
- M. holothurion Bleszynski, 1967
- M. immunellus Zeller, 1872
- M. intangens Dyar, 1914
- M. jolas Bleszynski, 1967
- M. kimballi Klots, 1968
- M. laurellus Bleszynski, 1967

- M. matheri Klots, 1968
- M. mercury Bleszynski, 1963
- M. micralis Hampson, 1919
- M. niphosella Hampson, 1908
- M. paucipunctellus Schaus, 1922
- M. podalirius Bleszynski, 1967
- M. polingi Kearfott, 1908
- M. priamus Bleszynski, 1967
- M. prolixus Bleszynski, 1967
- M. psythiella Schaus, 1913
- M. pusionellus Zeller, 1863
- M. retuselloides Bleszynski, 1967
- M. retusellus Schaus, 1913
- M. strabelos Bleszynski, 1967
- M. subretusellus Bleszynski, 1967
- M. tactellus Dyar, 1914